# Simret Sultan
Simret Sultan (sinh ngày 20 tháng 7 năm 1984) là một vận động viên chạy đường dài Eritrea, chuyên chạy 5000 mét và chạy việt dã. Cô được sinh ra ở Mirara. Cô đã giành chiến thắng trong cuộc thi Cross de Atapuerca ở Tây Ban Nha năm 2007. Cô đã tham dự Thế vận hội Mùa hè 2008 tại Bắc Kinh, Trung Quốc và là người cầm cờ cho quốc gia của mình trong lễ khai mạc đại hội.
Vào tháng 2 năm 2009, Simret đã đào thoát và xin tị nạn ở Anh.

## Thành tích
| Năm  | Giải đấu                             | Địa điểm          | Kết quả | Thêm                   |
| ---- | ------------------------------------ | ----------------- | ------- | ---------------------- |
| 2002 | Giải vô địch châu Phi                | Radès, Tunisia    | Thứ 8   | 5000 m, 16: 35,38 PB   |
| 2002 | Giải vô địch châu Phi                | Radès, Tunisia    | thứ 7   | 10.000 m, 34: 00,47 PB |
| 2006 | Giải vô địch quốc gia xuyên quốc gia | Fukuoka, Nhật Bản | Ngày 17 | Cuộc đua dài           |
| 2007 | Giải vô địch quốc gia xuyên quốc gia | Mombasa, Kenya    | Ngày 9  | Chủng tộc              |
| 2007 | Trò chơi toàn châu Phi               | Algiers, Algeria  | ngày 5  | 5000 m                 |

### Thành tích cá nhân tốt nhất
- 1500 mét - 4: 25,0 phút (2001)
- 3000 mét - 9: 42,28 phút (2004)
- 5000 mét - 15: 18,69 phút (2005)
- 10.000 mét - 34: 00,47 phút (2002)